# Monster (musikalbum av Kiss)
Monster är det tjugonde studioalbumet av det amerikanska hårdrocksbandet Kiss. Albumet gavs ut den 5 oktober 2012 via Universal och producerades, likt föregående album Sonic Boom, av bandets grundande medlem och sångare Paul Stanley samt Greg Collins. Monster spelades in på Conway Recording Studios i Hollywood, Kalifornien samt The Nook i Studio City, Los Angeles. Albumet har mottagit mycket bra kritik från media, där många kallar det för Kiss bästa album sedan 1980-talet. Monster debuterade som nummer tre på Billboard 200 samt fyra på Sverigetopplistans albumlista.

## Bakgrund
I en intervju för att marknadsföra Guitar Hero: Warriors of Rock under 2010 nämnde basisten och sångaren Gene Simmons för första gången bandets planer på att spela in en uppföljare till 2009 års Sonic Boom. Den 10 mars 2011 berättade Gene Simmons i en radiointervju med Heavy Metal Thunder att bandet skulle gå in i studion om 3 veckor och att de hade runt 20 till 25 låtar redo för inspelning. Trummisen Eric Singer bekräftade under en soundcheck med sitt sidoband Eric Singer Project att bandet skulle påbörja inspelningen av albumet den 4 april.
I en intervju med Elliot Segal på hans radiopratshow Elliot in the Morning den 2 maj 2011, nämnde Simmons att bandet hade spelat in runt fem låtar. Albumet var ursprungligen tänkt att innehålla 10 låtar, men Simmons avslöjade innan 2011 års American Music Awards att Monster skulle innehålla 15 helt nya låtar som alla skrivits av bandet. Detta minskades dock till 13 låtar.
Den 21 augusti 2011 avslöjade bandet officiellt albumets titel och de bekräftade även att det spelades in i Los Angeles, med sångaren och gitarristen Paul Stanley som producent, för en utgivning under 2012.
Bandet laddade upp en video den 3 januari 2012 på Youtube där Stanley berättade att albumet endast var dagar från att färdigställas. Inspelningsprocessen avslutades den 6 januari 2012 och följande dag skrev Stanley "att lyssna på låtarna efter varandra är som sensorisk överbelastning. Alla som har hört någonting från den är fullkomligt tagna. Kraftfull, tung, melodisk och episk. Den gör oss väldigt stolta. Det kommer ni också att bli."
Albumets första singel, "Hell or Hallelujah", släpptes den 2 juli 2012 internationellt och den 3 juli i Nordamerika, tillsammans med Monster-boken. Den andra singeln från Monster, betitlad "Long Way Down", släpptes till radiostationer den 23 oktober 2012. Efter ett flertal förseningar, släpptes Monster i Sverige den 5 oktober 2012, och den 9 oktober i Nordamerika.

## Låtlista
| Nr  | Titel                           | Kompositör                            | Sång             | Längd |
| --- | ------------------------------- | ------------------------------------- | ---------------- | ----- |
| 1.  | Hell or Hallelujah              | Paul Stanley                          | Stanley          | 4:07  |
| 2.  | Wall of Sound                   | Stanley, Gene Simmons, Tommy Thayer   | Simmons          | 2:55  |
| 3.  | Freak                           | Stanley, Thayer                       | Stanley          | 3:35  |
| 4.  | Back to the Stone Age           | Simmons, Stanley, Thayer, Eric Singer | Simmons          | 3:01  |
| 5.  | Shout Mercy                     | Stanley, Thayer                       | Stanley          | 4:04  |
| 6.  | Long Way Down                   | Stanley, Thayer                       | Stanley          | 3:51  |
| 7.  | Eat Your Heart Out              | Simmons                               | Simmons          | 4:06  |
| 8.  | The Devil Is Me                 | Simmons, Stanley, Thayer              | Simmons          | 3:41  |
| 9.  | Outta This World                | Thayer                                | Thayer           | 4:29  |
| 10. | All for the Love of Rock & Roll | Stanley                               | Singer           | 3:21  |
| 11. | Take Me Down Below              | Stanley, Simmons, Thayer              | Simmons, Stanley | 3:24  |
| 12. | Last Chance                     | Stanley, Simmons, Thayer              | Stanley          | 3:05  |

| 13. | Right Here Right Now | Stanley | Stanley | 3:58 |

| 14. | King of the Night Time World (Live) | Stanley, Kim Fowley, Mark Anthony, Bob Ezrin | Stanley |  |

## Mottagande
De tidiga lyssnarreaktionerna var positiva. Den före detta Skid Row-sångaren Sebastian Bach avslöjade på sitt Twitter-konto låten "The Devil Is Me" och skrev att "it kicks TOTAL ASS!!". Skid Rows sologitarrist Dave "The Snake" Sabo var även han positivt inställd till albumet och skrev på Twitter att "its [sic] very good!!". BackstageAxxess skrev: "Denna solida Kiss-utgivning borde glädja Kiss Army!"  Grande Rock skrev: "Monster är inte alls dålig, och den växer definitivt på en".
I Sverige har albumet också mottagit mycket positiv kritik. Mattias Kling från Aftonbladet belönade albumet med fyra plus av fem möjliga och skrev: "”You wanted the best, you got the best”, brukar det heta. Tacksamt nog är det precis vad ”Monster” stolt presenterar." Expressens musikrecensent Martin Carlsson var även han mycket positiv till albumet. Imponerad av albumets jämnhet gav han det 4 av 5 getingar och skrev: "årets största hårdrockssläpp är ett fint Monster." Upsala Nya Tidnings hårdrocksbloggare Johan Jakobsson gav albumet 4 av 5 och skrev: "detta är en revansch värdig ett bragdguld. Likt en åldrande boxningschampion så reser de sig inte bara på 9 utan tar tillbaka tungviktsbältet på teknisk knockout. Andra halvan av skivan är monstruöst magisk."

## Utgivningshistorik
| Land    | Datum           | Skivbolag             |
| ------- | --------------- | --------------------- |
| Sverige | 5 oktober 2012  | Universal Music Group |
| USA     | 9 oktober 2012  | Universal Music Group |
| Japan   | 10 oktober 2012 | Universal Music Group |

## Medverkande
- Paul Stanley – kompgitarr, sång
- Gene Simmons – elbas, sång
- Tommy Thayer – sologitarr, sång
- Eric Singer – trummor, sång

### Övriga medverkande
- Brian Whelan – piano på "Freak"